# Tentative de coup d'État de 1967 en Algérie
La tentative de coup d'État de 1967 en Algérie est une tentative ratée de renverser le président algérien Houari Boumédiène par le chef d'état-major de l'Armée nationale populaire algérienne (ANP), le colonel Tahar Zbiri, du 14 au 16 décembre 1967. Le coup d'État est rapidement réprimé par l'utilisation de la puissance aérienne contre les colonnes de chars rebelles.

## Coup d'État
Il y a une lutte de pouvoir en 1966-1967 entre Boumédiène et d'anciens chefs de guérilla et marxistes. Le colonel Tahar Zbiri est impliqué dans le coup d'État de 1965 qui renverse Ahmed Ben Bella et est récompensé par une promotion au poste de chef d'état-major, mais lui et Boumédiène se séparent au fil des années.
Dans la nuit du 14 décembre 1967, le colonel Zbiri marche sur Alger depuis Chlef avec des troupes de l'armée et deux bataillons de chars, et est principalement soutenu par les chaouis. Des unités de gendarmerie bloquent les forces de Zbiri au niveau de la rivière Bou Roumi, près des villes d'El Affroun et Mouzaia. L'armée de l'air bombarde les rebelles près de la ville d'El Affroun, causant d'importantes pertes civiles, où les débris des chars sont encore visibles jusqu'à la fin des années 1970.
Le 15 décembre, le président Boumédiène limoge le colonel Zbiri et annonce dans une émission nationale : "Des éléments irresponsables ont commis un acte de désobéissance manifeste qui menace de plonger le pays dans une aventure dangereuse. En conséquence, j'ai décidé de prendre directement le commandement de l'armée nationale populaire". Le 16 décembre, le gouvernement annonce que les derniers soldats rebelles se sont rendus et que les troupes "induites en erreur" sont retournées dans leurs casernes. Zbiri et d'autres commandants rebelles fuient vers les montagnes.

## Conséquences
Aucun défi interne significatif n'apparaît au sein du gouvernement après la tentative de coup d'État de 1967. Après le coup d'État, Boumédiène insiste sur un gouvernement collectif et affirme son leadership direct et incontesté en Algérie,. Il agit rapidement pour éliminer ses opposants des positions d'influence, formant un gouvernement politiquement stable à long terme. Il dissout l'état-major et solidifie son contrôle sur l'armée algérienne en assumant directement de nombreuses responsabilités d'état-major. Il exclut les dirigeants de l'ANP de l'élaboration des politiques quotidiennes, mais reste proche des commandants de l'armée dont il a besoin du soutien pour maintenir le contrôle politique. Boumédiène est victime d'une tentative d'assassinat ratée en avril 1968.